# Marion Lennox
Marion Lennox (Australia, 1953) es una popular escritora de más de 60 novelas románticas de médicos. Ella comenzó a publicar en 1990. También ha escrito novelas románticas bajo otro seudónimo, Trisha David.

### Como Marion Lennox

#### Novelas
- Dare to Love Again (1990)
- Cruel Country (1990)
- Doctor Transformed (1991)
- A Bitter Judgement (1991)
- Wings of Healing (1992)
- The Healing Heart (1992)
- The Last Eden (1993)
- A Loving Legacy (1993)
- Legacy of Shadows (1993)
- One Caring Heart (1994)
- Storm Haven (1994)
- Practice Makes Marriage (1995)
- Doctor's Honour (1995)
- Dangerous Physician (1995)
- Enchanting Surgeon (1995)
- A Christmas Blessing (1995)
- Bush Doctor's Bride (1996)
- Bridal Remedy (1996)
- Promise of a Miracle (1997)
- Dr. McIver's Baby (1998)
- Hijacked Honeymoon (1998)
- Bachelor Cure (1999)
- The Baby Affair (1999)
- Bushfire Bride (2000)
- Tom Bradley's Babies (2000)
- A Forever Family (2000)
- Doctor on Loan (2001)
- Emergency Wedding (2001)
- Dr. Blake's Angel (2002)
- A Royal Proposition (2002)
- Tell No One (2003)
- Stormbound Surgeon (2003)
- To the Doctor, a Daughter (2003)
- Her Royal Baby (2003)
- In Dr Darling's Care (2004)
- The Last-Minute Marriage (2004)
- The Doctor's Special Touch (2005)
- Rescued by a Millionaire (2005)
- Bride by Accident (2005)
- Rescue at Cradle Lake (2006)
- The Surgeon's Family Miracle (2006)
- His Secret Love-Child (2006)
- The Prince's Outback Bride (2007)
- His Miracle Bride (2007)
- Their Lost & Found Family (2007)

#### Serie Prescriptions
1. Prescription-One Bride (1996)
2. Prescription-One Husband (1996)
3. Bachelor Cure (1999)

#### Serie Parents Wanted
1. A Child in Need (2000)
2. Their Baby Bargain (2001)
3. Adopted, Twins! (2001)
4. The Doctor's Baby (2002)

#### Serie Multi-autor Australians
- A Millionaire for Molly (2002)

#### Serie Multi-autor Maitland Maternity
23. Adopt a Dad (2003)

#### Serie Multi-autor Air Rescue
- The Doctor's Rescue Mission (2005)

#### Serie Multi-autor Police Surgeons
- The Police Doctor's Secret (2004)

#### Serie Multi-autor Heart to Heart
- Princess of Convenience (2005)

#### Serie Castle at Dolphin Bay
- The Doctor's Proposal (2006)
- The Heir's Chosen Bride (2006)

#### Colecciones
- Dr Blake's Angel / To the Doctor - A Daughter (2004)

#### Antologías en colaboración
- Comfort and Joy (1997) (con Lynne Collins, Sharon Kendrick y Laura MacDonald)
- Mistletoe Miracles (2000) (con Catherine George y Betty Neels) (Dearest Eulalia / The Extra-special Gift/ The Doorstep Baby)
- Prescription Pregnancy (2001) (con Caroline Anderson y Josie Metcalfe)
- Outback Husbands (2002) (con Margaret Way)
- Doctors Down Under (2002) (con Alison Roberts y Meredith Webber)
- Australian Playboys (2003) (con Helen Bianchin y Margaret Way)
- Australian Tycoons (2004) (con Emma Darcy y Margaret Way)
- Bride at Birralee / Stormbound Surgeon (2004) (con Barbara Hannay)
- Shadowing Shahna / Millionaire for Molly (2004) (con Laurey Bright)
- Christmas Deliveries (2004) (con Caroline Anderson y Sarah Morgan)
- Red Thunder Reckoning / The Last-Minute Marriage (2005) (con Sylvie Kurtz)
- Her Royal Baby / Passion Price (2005) (con Miranda Lee)
- Her Nine Month Miracle (2005) (con Barbara Hannay y Cathy Williams)
- Precious Gifts (2005) (con Kate Hardy y Josie Metcalfe)
- Twins Come Too! (2006) (con Jessica Hart y Sara Wood)
- Christmas Proposals (2006) (con Carole Mortimer y Rebecca Winters) (Her Christmas Romeo / Tycoon's Christmas Engagement / Bride For Christmas)
- Royal Proposals (2006) (con Robyn Donald y Barbara McMahon)
- Australian Heroes (2007) (con Fiona McArthur y Margaret Way)

### Como Trisha David

#### Novels
- McTavish And Twins (1997)
- Mcallister's Baby (1997)
- Bride by Friday (1998)
- Borrowed - One Bride (1998)
- Falling For Jack (1999)
- Marrying William (1999)
- Marriage for Maggie (1999)
- Bride 2000 (1999)

## Premios
- McTavish and Twins de Trisha David: 1999 RWAustralia's Romantic Book of the Year Finalist
- Marrying William de Trisha David: 2000 RWAustralia's Romantic Book of the Year Finalist
- Falling for Jack de Trisha David: 2000 RWAustralia's Romantic Book of the Year Finalist
- The Baby Affair de Marion Lennox: 2000 RWAustralia's Romantic Book of the Year Finalist
- Marriage for Maggie de Trisha David: 2001 RWAustralia's Romantic Book of the Year Finalist
- Bachelor Cure de Marion Lennox: 2001 RWAustralia's Romantic Book of the Year Finalist
- Tom Bradley’s Babies de Marion Lennox: 2001 RWAmerica's RITA Finalist in Traditional Romance
- Her Royal Baby de Marion Lennox: 2004 Rita Awards Best Novel winner
- Princess of Convenience by Marion Lennox: 2006 Rita Awards Best Novel winner